# Niccolò Torielli
Niccolò Torielli (Milano, 8 febbraio 1984) è un conduttore televisivo e conduttore radiofonico italiano.

## Biografia
Si è diplomato all'istituto tecnico nell'impresa turistica. Si avvicina al mondo dello spettacolo attraverso la radio. Dopo una breve gavetta in radio gli viene affidata la conduzione di un programma radiofonico.
Nel 2004 partecipa a The Club, programma di incontri amorosi, e a causa della capigliatura bizzarra ne diventa ospite fisso e testimonial assumendo il nickname FARINEL. L'anno dopo viene scelto per il programma Stranick a Nickelodeon e nel 2008 entra a far parte del programma Community, in onda su All Music.
Dal 2009 è nel cast dello show Le iene, trasmesso su Italia 1, dove è il conduttore degli spazi Sconvolt talk e Sconvolt quiz. Due anni dopo conduce insieme ad Angelo Duro e Giorgia Crivello il programma Le iene Trip.
Nel 2012 conduce il programma La Scimmia su Italia 1; nello stesso anno e sempre su Italia 1 conduce un programma che parla di scienza, intitolato Archimede - La scienza secondo Italia 1.
Dal 2013 conduce su Italia 2 il programma musicale ogni domenica Superclassifica 2 e su Rai2 il programma Facciamo pace, con Federica Nargi.
Nel 2015 affianca Rita dalla Chiesa e Fabrizio Frizzi nel programma La posta del cuore su Rai 1, con il ruolo di inviato.
Nel 2017 fa uscire un suo singolo intitolato Autolike e conduce con Chiara Carcano #estatepiùvicini su Italia 1.
Nel 2019 partecipa al film Detective per caso, diretto da Giorgio Romano.

## Televisione
- The Club (All Music, 2004)
- Stranick (Nickelodeon, 2005)
- Community (All Music, 2008)
- Le Iene (Italia 1, dal 2009) Inviato
- Le Iene Trip (Italia 2, 2011)
- La Scimmia (Italia 1, 2012)
- Archimede - La scienza secondo Italia 1 (Italia 1, 2012-2013)
- Superclassifica 2 (Italia 2,  2013)
- Facciamo pace (Rai 2, 2013)
- La posta del cuore (Rai 1, 2015) Inviato
- SlimeFest (TeenNick, 2016)
- Giù in 60 secondi - Adrenalina ad alta quota (Italia 2, 2016)
- #Estatepiu'vicini (Italia 1, 2018)

## Filmografia
- Detective per caso, regia di Giorgio Romano (2019)